# Bambara
Bambara, auch als Bamanankan bezeichnet, ist eine Mande-Sprache, die in Mali in Westafrika gesprochen wird. Sie zählt gemeinsam mit Dioula und Malinke zum Dialektkontinuum (ineinander übergehende Dialekte der gleichen Sprache) des Manding, welches von ca. 30 Millionen Menschen in zehn Ländern Westafrikas in unterschiedlichem Maße verstanden und gesprochen wird. Das Dioula der Elfenbeinküste ist ein vom Malinke beeinflusstes vereinfachtes Bambara, das Dioula von Burkina Faso nahezu deckungsgleich mit dem Bambara.
Mit dem Bambara als zentraler Variante des Manding kann man sich fast überall in Mali, in den meisten Regionen von Burkina Faso und der Elfenbeinküste sowie in den östlichen Landeshälften Guineas und des Senegals verständigen.
Bambara ist eine Tonsprache mit zwei Haupttönen, einem hohen und einem tiefen Ton. Diese Töne können auf verschiedene Weisen kombiniert werden, um verschiedene Wörter und Bedeutungen zu erzeugen.
Als Schrift werden entweder das lateinbasierte Afrika-Alphabet oder die eigene N’Ko-Schrift verwendet. Der Sprachcode ist bm bzw. bam (nach ISO 639).